# Theodoros (Töpfer)
Theodoros war ein griechischer Töpfer, tätig in Böotien im späten 6. Jahrhundert v. Chr.
Bekannt ist er nur durch seine Signatur auf einem böotischen schwarzgefirnißten Kantharos. Er arbeitete in der Werkstatt des Teisias, wahrscheinlich in der Gegend von Tanagra.